# 1998 à Paris
 Chronologie de l'histoire de Paris
- 1994
- 1995
- 1996
- 1997
- 1998
- 1999
- 2000
- 2001
- 2002

Cette page concerne l'année 1998 du calendrier grégorien.

## Chronologie

### Janvier 1998
- x

### Février 1998
- x

### Mars 1998
- x

### Avril 1998
- x

### Mai 1998
- x

### Juin 1998
- x

### Juillet 1998
- x

### Août 1998
- x

### Septembre 1998
- x

### Octobre 1998
- 15 octobre : mise en service de la ligne 14 du métro de Paris, première ligne exploitée de manière complètement automatique du métro de Paris

### Novembre 1998
- x

### Décembre 1998
- x

## Naissance en 1998
- 29 septembre : Olivier Cywie, acteur.
- 20 décembre : Kylian Mbappé, footballeur professionnel